# Owen Garriott
Owen Kay Garriott, född 22 november 1930 i Enid, Oklahoma, död 15 april 2019 i Huntsville, Alabama, var en amerikansk astronaut uttagen i astronautgrupp 4 den 28 juni 1965. Han befann sig på den amerikanska rymdstationen Skylab under 60 dagar 1973 och 1983 gjorde han en tio dagars resa med rymdfärjan Columbia, flygningen kallades STS-9.

## Familjeliv
Owen K. Garriot är far till rymdturisten och dataspelsutvecklaren Richard Garriott.

## Rymdfärder
- Skylab 3
- STS-9